# Psychotria lasiantha
Psychotria lasiantha är en måreväxtart som beskrevs av Rudolf Schlechter och Kurt Krause. Psychotria lasiantha ingår i släktet Psychotria och familjen måreväxter. Inga underarter finns listade i Catalogue of Life.